# Melanie Papalia
Melanie Rose Papalia (née le 11 juillet 1984, à Vancouver) est une actrice canadienne.

## Biographie
Melanie Papalia commence sa carrière avec plusieurs rôles éphémères pour des séries US tels que Smallville et Blade. En 2009 elle joue le rôle de Dana Harper dans le film américain American Pie : Les Sex Commandements. de John Putch.
Après ce rôle elle a plus tard l'occasion d'incarner le personnage de Tina dans le film de 2010, Frankie et Alice. En 2014 elle incarne le second rôle d'Amy dans la saison 4 de la série américaine, Suits. Et c'est en 2016 elle apparaît dans le thriller de David Mackenzie, Comancheria aux côtés d'acteurs plus expérimentés tels que Jeff Bridges ou bien Chris Pine.

## Filmographie

### Cinéma
- 2007 : Postal : Nasira
- 2008 : Sweet Amerika : Maria
- 2009 : Dancing Trees : Penny
- 2009 : American Pie Présente : Les Sex Commandements : Dana
- 2010 : Confined : Eva Peyton
- 2010 : Frankie et Alice : Tina
- 2010 : Hybrid : Maria
- 2011 : Wannabe Macks : Mia
- 2012 : Indie Jonesing : Madeline
- 2012 : Smiley : Proxy
- 2013 : The Den : Elizabeth Benton
- 2014 : Extraterrestrial : Melanie
- 2016 : Comancheria : Hooker

### Courts-métrages
- 2005 : Dark Room
- 2012 : Darkness

### Télévision

#### Séries télévisées
- 2003 : Cold Squad, brigade spéciale : Young Hooker
- 2004 : Smallville : Brianna Withridge
- 2005 : Killer Instinct : Maureen
- 2005-2006 : Intelligence : Casey Whelan
- 2006 : Blade: The Series : Jennifer
- 2006 : Godiva's : Ashlee
- 2006 : Saved : Marisa
- 2006 : Supernatural : Meredith McDonell
- 2007 : Painkiller Jane : Amanda Worth
- 2008 : Aliens in America : Alicia
- 2009 : The Assistants : Sandra
- 2010 : Always a Bridesmaid : Carla
- 2011 : Endgame : Pippa Venturi
- 2013 : The Newsroom : Aubrey Lyons
- 2014 : Motive : Chris Renway
- 2014 : Suits, avocats sur mesure : Amy
- 2016-2017 : Les Voyageurs du temps : Beth
- 2016-2020  : You Me Her : Nina

#### Téléfilms
- 2009 : Angel and the Bad Man : Sandy Johnson
- 2010 : Père avant l'heure : Michelle
- 2011 : La loi de Goodnight : Miss Landry
- 2013 : Chapeau bas Père Noël! : Ellie